# Parabasalia
Super-classe
Position phylogénétique
Eukaryota
- Excavata
  - c.n.n.
    - Malawimonadidea
    - Metamonada
      - Anaeromonada
        - Trimastigida
        - Oxymonadida

      - Trichozoa
        - Fornicata
        - Parabasalia

  - Discoba
    - Jakobea
    - Discicristata
      - Euglenozoa
      - Percolozoa

Les parabasaliens sont des organismes vivants unicellulaires présentant un noyau. Ils appartiennent donc au taxon des Eucaryotes. Ils sont cependant dépourvus de plastes et de mitochondries, mais certaines cellules présentent des hydrogénosomes, productrices d'énergie, qui seraient des mitochondries modifiées. Les flagelles peuvent être très nombreux (jusqu'à 100000 chez les hypermastigines)

## Caractéristiques propres au groupe
- Une cinétide comprenant un axostyle, un corps parabasale, et dans sa forme la plus simple trois flagelles antérieurs et un récurrent associé à une membrane ondulante.
- Une structure originale, le corps parabasal, composé de fibres filamenteuses striées associées à l'appareil de Golgi qui lui donne sa structure
- Le fuseau mitotique (lors de la division cellulaire) est extranucléaire. Les structures centriolaires sont des atractophores, extensions fibreuses de certains corps basaux.

## Classification
- sous-classe Trichomonadidea
  - Trichomonadida
  - Lophomonadida
  - Spirotrichonymphida
- sous-classe Trichonymphidea
  - Trichonymphida
- sous-classe Carpediemonadidea
  - Carpediemonadida

## Liste d'espèces de Parabasaliens parmi les 350 connues
- Calonympha grassii
- Cthulhu macrofasciculumque
- Cthylla microfasciculumque
- Joenia annectens
- Pentatrichomonas humanis
- Trichomonas vaginalis
- Trichonympha agilis
- Trichonympha grandis
- Tritrichomonas sp.

## Référence bibliographique
- Classification phylogénétique du vivant par Guillaume Lecointre et Hervé Le Guyader aux éditions Belin